# Анцио
А́нцио (итал. Anzio) — город и коммуна с 55 101 жителями в Метрополийном городе Рим-столица в области Лацио в Италии, расположен на побережье Тирренского моря. Расстояние от Рима около 51 км к югу.
Древний город Анцио, в латинском языке Анциум (нынешние Анцио и Неттуно), долгое время был столицей вольсков, пока не был поглощён римским государством.

## История
А́нциум (Antium) или А́нций древнее Рима, до покорения римлянами в 468 г. до н. э. — укреплённый город вольсков. По преданию, основан Антеем — сыном волшебницы Цирцеи от Одиссея. Выведение туда римлянами своей колонии указывают важным этапом в развитии экспансионистской политики Рима. 
Во времена империи Анциум соперничал с Помпеями по количеству приморских вилл состоятельных римлян. У берега моря стоял императорский дворец, в котором родились Калигула и Нерон. При раскопках дворца были обнаружены такие шедевры античного искусства, как «Боргезский борец» и «Аполлон Бельведерский». В 59 году Нерон заложил здесь торговый порт. Также в эпоху империи здесь были возведены храмы Эскулапа и Фортуны.
До VI века город был центром одноимённой епархии, которая прекратила своё существование после захвата города сарацинами.
После разрушения сарацинами территория города была заброшена, и поселение сместилось к востоку — в район современного Неттуно. В эпоху Возрождения близ Анцио были построены виллы семейств Альдобрандини (во Фраскати) и Боргезе. Около 1479 года в Анцио на развалинах дворца Нерона была найдена впоследствии знаменитая статуя Аполлона, которая в 1506 году по приказу папы Юлия II была установлена в ватиканском саду Бельведер. Папа Иннокентий XII в 1698 году начал строительство нового порта к востоку от археологической зоны. Во время Второй мировой войны в районе Анцио происходила высадка союзников с целью взятия Рима (см. Анцио-Неттунская операция).

## Демография
Динамика населения:

## Известные жители
- Хосе Гальегос-и-Арноса — испанский художник-импрессионист.

## Города-побратимы
- Бад-Пирмонт, Германия
- Пафос, Республика Кипр